# مسیه ۶۵
مسیه ۶۵(به انگلیسی: Messier 65) (یا NGC 3623) یک کهکشان مارپیچی با فاصله ۲۲ میلیون سال نوری در صورت فلکی شیر است. و توسط شارل مسیه و در سال ۱۷۸۰ کشف شد. M65, M66 و ان‌جی‌سی ۳۶۲۸ عضو گروه شیر سه گانه که یک خوشه کهکشانی کوچک است نیز می‌باشد.